# Hyladelphys kalinowskii
Hyladelphys kalinowskii is een zoogdier uit de familie van de Opossums (Didelphidae). Het is de enige soort uit het geslacht Hyladelphys. H. kalinowskii werd door Hershkovitz in 1992 oorspronkelijk beschreven als een soort van Gracilinanus, maar Voss et al. (2001) konden geen overeenkomsten met Gracilinanus vinden bij hun exemplaren uit Frans-Guyana en plaatsten hem daarom in een nieuw geslacht, Hyladelphys. Jansa & Voss (2005) bestudeerden het DNA van H. kalinowskii en deelden haar in binnen de Didelphidae. De soort werd in 2009 tot een eigen onderfamilie gevoegd, omdat hij niet paste in een van de bekende onderfamilies, Didelphinae, Caluromyinae en Glironiinae. Er zijn grote genetische verschillen tussen populaties, dus gaat het hier mogelijk om een soortcomplex van 2 of 3 soorten.

## Beschrijving
Hyladelphys is het enige lid van de Didelphimorphia met een even aantal mammae (4). Alle andere soorten hebben een oneven aantal, hoewel even aantallen wel onjuist gegeven zijn voor sommige soorten en mogelijk ook, zeer zeldzaam, voorkomen. Hyladelphys is kleiner dan alle andere "marmosine" geslachten - Thylamys, Gracilinanus, Tlacuatzin, Cryptonanus, Marmosops, Marmosa, Micoureus, Lestodelphys - behalve Chacodelphys. Zijn oren zijn zeer lang, vrijwel naakt en zeer dun. De ogen zijn zeer groot.